# Altenstadt (Hessen)
Altenstadt (Hessen) este o comună în districtul Wetteraukreis, landul Hessa, Germania. Altenstadt se află 30 de km nord-est de Frankfurt pe Main și 12 km vest de Büdingen. Pe suprafața comunei curg râul Nidder și pârâul Seemenbach, care se varsă în Nidder în satul Lindheim.

## Geografie

### Comune vecinate
Altenstadt este delimitat în nord de orașul Florstadt și de comuna Glauburg, în est de orașul Büdingen, în sud-est de comuna Limeshain (toți la fel ca Altenstadt în districtul Wetteraukreis), în sud-vest de orașul Nidderau (districtul Main-Kinzig-Kreis) și în vest de orașul Niddatal (Wetteraukreis).

### Subdiviziune
Comuna Altenstadt este subîmpărțită în opt sate: Altenstadt, Enzheim, Heegheim, Höchst an der Nidder, Lindheim, Oberau, Rodenbach și Waldsiedlung. Mănăstirea Engelthal și curtea Oppelshausen aparțin a comuna de asemenea.

## Istorie
- În localitatea Altenstadt s-au descoperit mai multe resturi de un castel roman din secolul II d. Hr.
- Pentru prima oară localitatea Altenstadt a fost documentată în anul 767 d.Hr. Altenstadt este cea mai veche localitate documentată din Hessa Superioară.[2]
- Mănăstirea Engelthal (Kloster Engelthal) a fost construită în 1268 de călugărițe cisterciene. A funcționat ca mănăstire până la secularizarea din 1803. Dieceza de Mainz a cumpărat fosta mănăstire în 1961 și din 1962 este mănăstire de călugărițe benedictine.[3]
- Comuna "Altenstadt" s-a format în 1972 prin o reformă rurală în landul Hessa.

## Politică

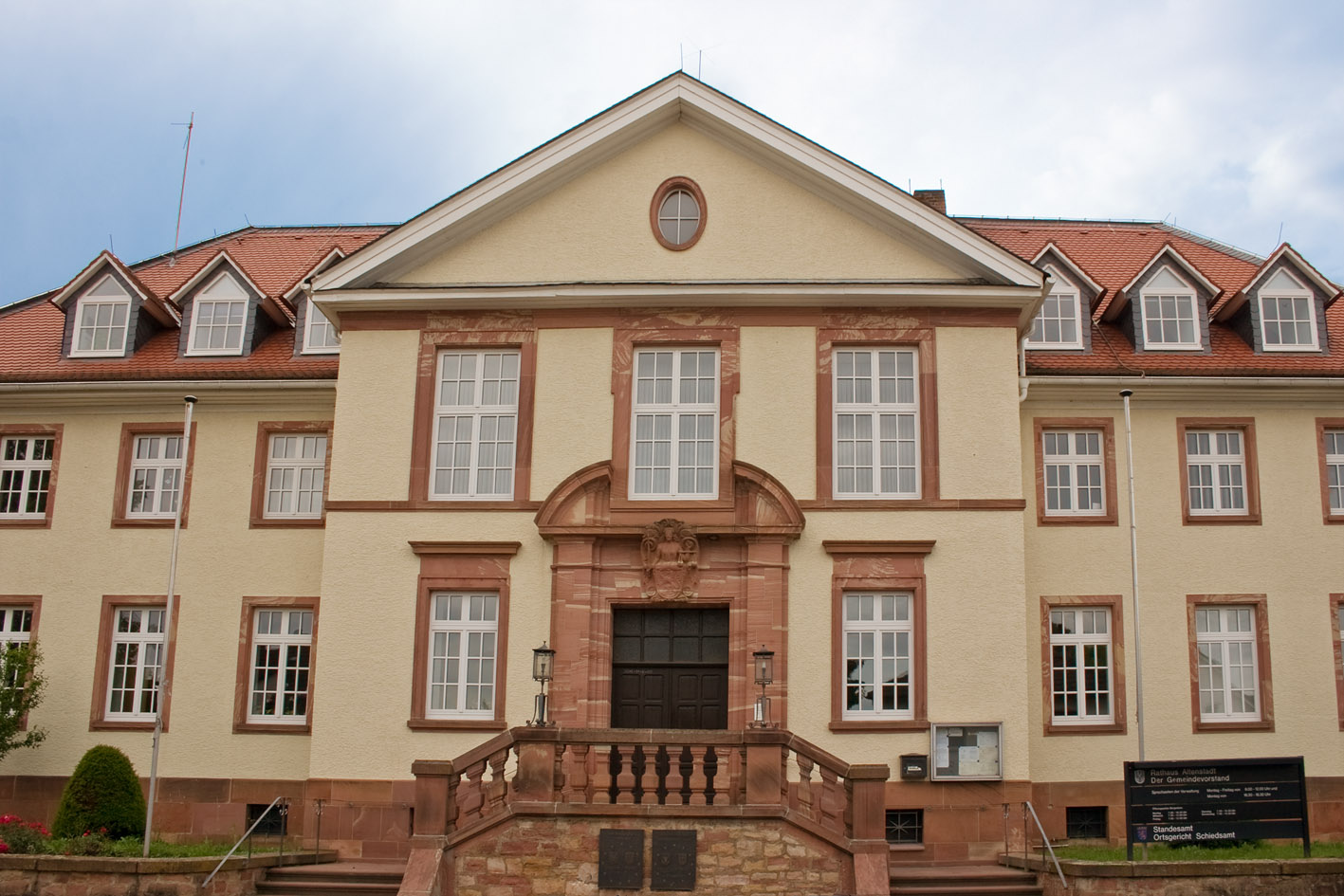
Primăria

### Alegeri comunale
Rezultatul alegerilor comunale de la 27. martie 2011:, 

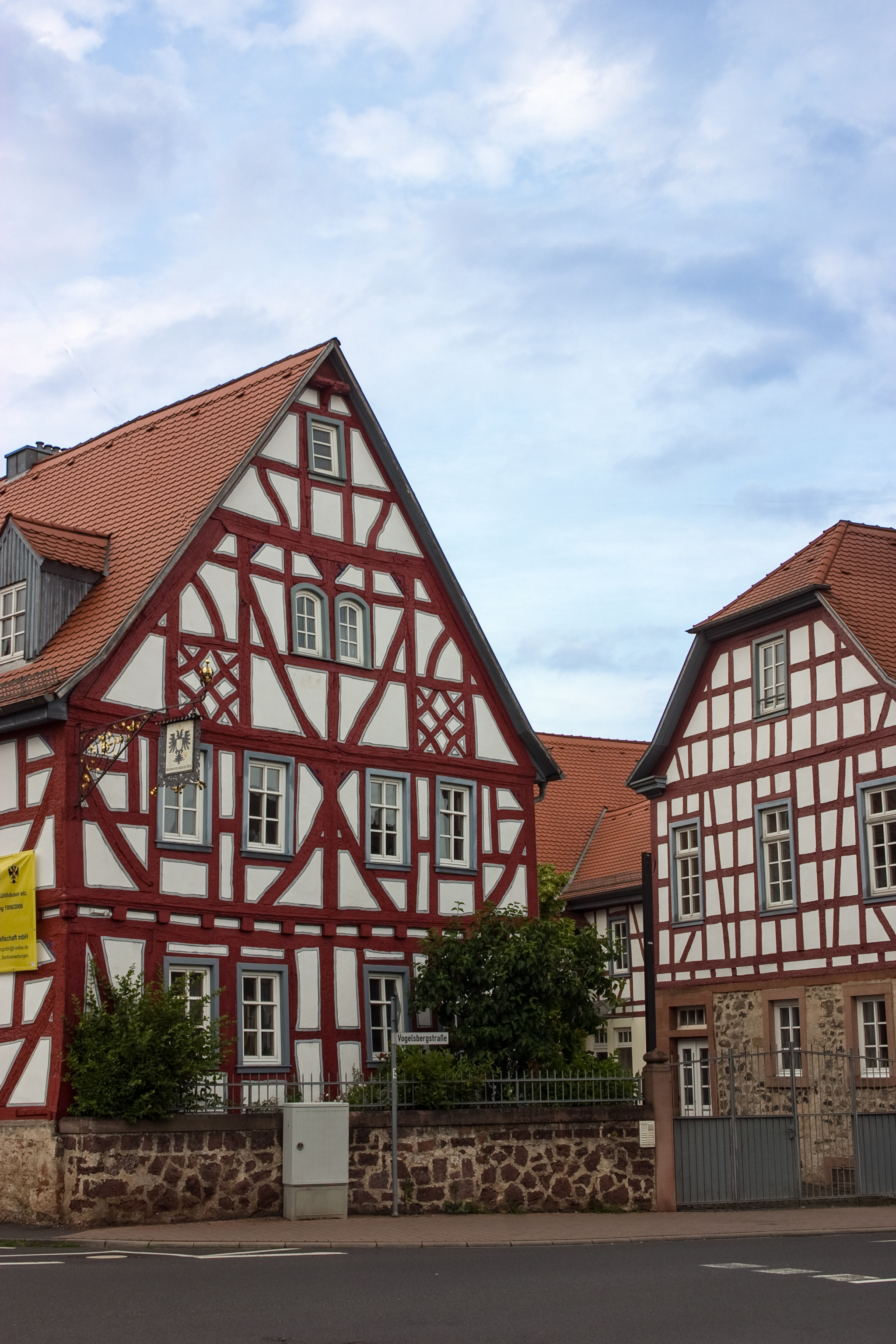
Birtul "Zum Schwarzen Adler"

| Partid                      | Partid                                      | % 2011 | Consilieri 2011 | % 2006 | Consilieri 2006 | % 2001 | Consilieri 2001 |
| SPD                         | Sozialdemokratische Partei Deutschlands     | 33,8   | 13              | 40,7   | 15              | 40,8   | 15              |
| CDU                         | Christlich Demokratische Union Deutschlands | 32,8   | 12              | 35,9   | 13              | 37,9   | 14              |
| GRÜNE                       | Bündnis 90/Die Grünen                       | 17,4   | 6               | 7,1    | 3               | 5,6    | 2               |
| FWG                         | Freie Wählergemeinschaft Altenstadt         | 10,2   | 4               | 11,3   | 4               | 15,7   | 6               |
| FDP                         | Freie Demokratische Partei                  | 4,6    | 2               | 4,1    | 2               | —      | —               |
| NPD                         | Nationaldemokratische Partei Deutschlands   | 1,2    | 0               | 0,8    | 0               | —      | —               |
| Total                       | Total                                       | 100,0  | 37              | 100,0  | 37              | 100,0  | 37              |
| Participare la alegeri în % | Participare la alegeri în %                 | 41,8   | 41,8            | 51,8   | 51,8            | 47,6   | 47,6            |

### Primar
Rezultatele alegerilor de primar în Altenstadt:
| An                          | Candidat                    | Partid      | Rezultat în % |
| 2006                        | Norbert Syguda              | SPD         | 64,3          |
| 2006                        | Hartmut Kinzer              | CDU         | 32,1          |
| 2006                        | Dirk Waldschmidt            | NPD         | 3,6           |
| Participare la alegeri în % | Participare la alegeri în % | 52,0        | 52,0          |
| 2000                        | Norbert Syguda              | SPD         | 59,5          |
| 2000                        | Maria Baumberger            | CDU         | 40,5          |
| Participare la alegeri în % | Participare la alegeri în % | 48,7        | 48,7          |
| 1994                        | Gerhard Lipp                | SPD         | 58,2          |
| 1994                        | Werner Zientz               | CDU         | 15,7          |
| 1994                        | Dr. Werner Neumann          | Grüne       | 9,3           |
| 1994                        | Albert Dieter Hoff          | independent | 6,7           |
| 1994                        | Renate Künstler-Hardtmann   | independent | 0,5           |
| 1994                        | Udo Ehrenhardt              | independent | 9,6           |
| Participare la alegeri în % | Participare la alegeri în % | 55,5        | 55,5          |

### Localități înfrățite
Comuna Altenstadt este înfrățită cu:
- Beauchamp
- Kazimierza Wielka

## Obiective turistice
- Kloster Engelthal (Mănăstirea Engelthal)
- În biserica în Rodenbach este cea mai veche orga din Hessa (1621)
- Schloss Günderrode (Castelul Günderrode) în Höchst
- În Altenstadt-Höchst începe drumul pentru bicicliști "Vulkanradweg", care trece prin Wetterau până în Vogelsberg la Schlitz.[8]

## Infrastructură
Prin Altenstadt trec drumul național B 521 (Büdingen - Frankfurt pe Main), drumurile landului L 3189 și L 3191 și autostrada A 45 (Gießen - Hanau) cu ieșirea Altenstadt între Altenstadt și Lindheim.

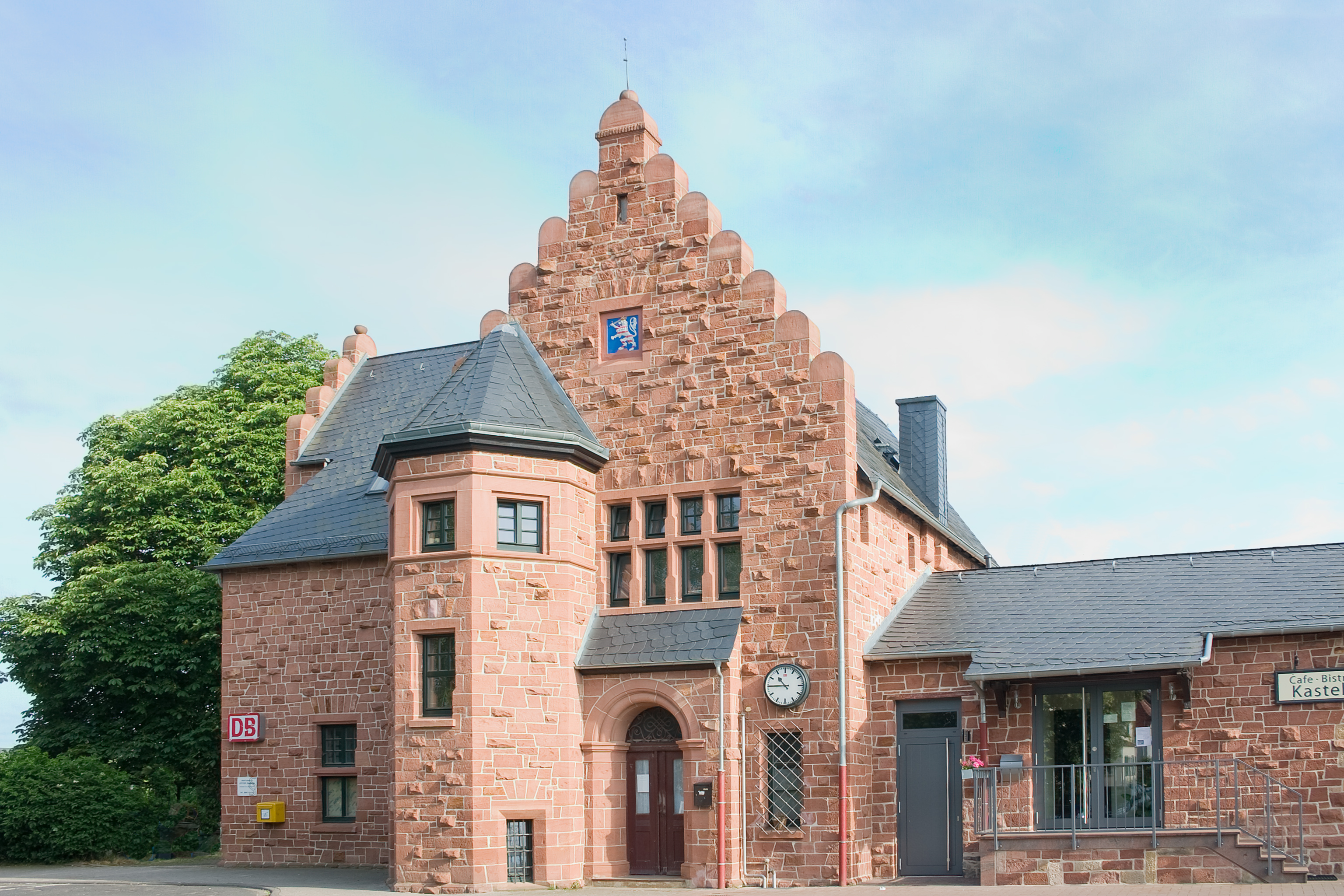
Gara în Altenstadt

### Transporturi publice
Prin comuna Altenstadt trece linia de cale ferată RB 34 ("Niddertalbahn" Stockheim - Bad Vilbel (- Frankfurt pe Main)). Pe suprafața comunei se oprește la stațiile:
- Altenstadt-Höchst
- Altenstadt (Hess)
- Altenstadt-Lindheim

Prin autobus Altenstadt este legat cu Hanau, Friedberg și Büdingen.